# Farmla
La farmla (فرملة) désigne, principalement à Tunis et à Tripoli, un gilet à larges galons d'or ouvert sur le devant et garni de boutons sans toutefois comporter de boutonnières.
On porte ce gilet sur une camisole qui porte le nom de sadria.